# Intermodale Kongruenz
Als intermodale Kongruenz oder intermodale Konsistenz (englisch intermodal congruency) bezeichnet man in der Wahrnehmungsphysiologie die Übereinstimmung der Wahrnehmungserfahrung zweier oder mehrerer unterschiedlicher Sinnessysteme innerhalb eines Individuums. Dieses Phänomen bildet u. a. die notwendige Voraussetzung für die räumliche Orientierung von Lebewesen. Dabei zeigte sich in einer Reihe von Untersuchungen deutlich, dass zeitliche und räumliche Synchronität wichtig für die Bildung von intermodalen Kongruenzen sind.
Diese Beobachtungen widersprechen auch dem Paradigma in der Psychologie, dass etwa zwischen auditiven und visuellen Reizen eine Konfliktsituation bestünde, die in experimentellen Arrangements Aufschlüsse über die Dominanz einer Modalität in einer bestimmten Wahrnehmungssituation geben könnten. Insbesondere die empirischen Ergebnisse neuester wahrnehmungspsychologischer Forschung belegen, dass die intermodale Kongruenz von Reizen die Integration von auditiven und visuellen Reizen zu einem gemeinsamen Wahrnehmungsobjekt förderlich sind.
Die Partielle Isomorphie (Strukturgleichheit) in der evolutionären Erkenntnistheorie bildet die epistemische Grundlage für eine intermodale Kongruenz: Nur aufgrund des Passungscharakters des Erkenntnisapparates ist wiederum die „objektive“, d. h. intersubjektive Realität in Übereinstimmung zu bringen mit dem Erkenntnissystem des Individuums.
Verschiedene Indizien aus der Psychophysik weisen darauf hin, dass unsere Sinneserfahrung sogar noch weitreichender innerhalb des individuellen Gehirns konstruiert wird. Möglicherweise sind unsere Wahrnehmungen gar keine isomorphen Abbildungen der so genannten „Wirklichkeit“. Die intermodale Kongruenz stünde jedoch auch zu einem radikalen Konstruktivismus nicht im Widerspruch.
Nach dem Neurophysiologe Wolf Singer wird den verschiedenen Sinnesmodalitäten in der Hierarchie der Sinne unterschiedliche Überzeugungskraft zugebilligt; bezogen auf Primaten ergibt sich folgende Abstufung:
1. Haptische Wahrnehmung,
2. Visuelle Wahrnehmung,
3. Auditive Wahrnehmung,
4. Olfaktorische Wahrnehmung.

Für andere tierische Lebewesen können vollständig abweichende Sinneshierarchien gelten.